# The Mooney Suzuki
The Mooney Suzuki sind eine US-amerikanische 1996 in New York gegründete Rock-’n’-Roll-Band.
Bislang hat die Band vier Alben veröffentlicht. Ihren Klang kann man als eine Mischung aus Glamrock und Garagenrock, orientiert an den Hanoi Rocks bezeichnen. Die Bandmitglieder selbst beschreiben ihren Stil als von den Stooges, MC5, The Who, den Rolling Stones und den Kinks inspiriert.

## Allgemeines
Der Name der Band setzt sich aus den Namen der ersten beiden Sänger der 70er-Jahre-Krautrockband Can, Malcolm Mooney und Damo Suzuki, zusammen.
Die Band war mit ihren Stücken "Alive And Amplified" und "Shake That Bush Again" auf den Madden 2005- und Burnout-3-Soundtracks zu finden. Der Autohersteller Suzuki verwendete eine bearbeitete Version von "Alive And Amplified" als Hintergrundmusik für eine seiner Fernsehwerbungen.
Erwähnenswert ist auch, dass die "Mooneys" – wie die Fans sie nennen – das Titelstück für den Film School of Rock komponiert haben, welches von Jack Black and the Kids gespielt und aufgenommen wurde.
SAP nutzte für ihre Werbe-Kampagne "Mehr erreichen" (USA: "Run Better") den Song "Do it".

## Diskografie

### Alben
- The Mooney Suzuki (Black EP) (August 1999, Eigenproduktion)
- People Get Ready (September 2000, Columbia Records)
- Electric Sweat (April 2002, Columbia Records)
- Alive and Amplified (August 2004, Columbia Records)
- Have Mercy (Juni 2007, Elixia Records)

### Singles
- Taking Me Apart (1998, Self-Starter Foundation)
- Love Is Everywhere (1998, Sonic Unyon)
- Turn My Blue Sky Black (1999, Eigenproduktion)
- Your Love Is A Gentle Whip (2000, Telstar)
- Oh Sweet Susanna (2002, Gammon)
- Hot Shitter (2002, Estrus)
- Hey Joe (2003, Cass)
- In A Young Man's Mind (Demo) (2003, Columbia Records)
- Shake That Bush Again (2004, Columbia Records)
- Alive & Amplified UK 7"/CD Single (2005, Columbia Records)

### Kompilationen
- New Wave Explosion (1999, Super 8)
- A Fistful of Rock’n’Roll (2000, Tee Pee)
- Estrus 100% Apeshit Rock Sampler Vol. 2 (2000, Estrus)
- New Blood The New Rock And Roll Vol. 2 (2002, Artrocker)
- Fields and Streams (2002, Kill Rock Stars)
- School of Rock Soundtrack (2003, Atlantic)

## Sonstiges
- Der Song 99% ist Teil des Soundtracks des Konsolenspiels NHL 08[1]